# Tephritis conflata
Tephritis conflata är en tvåvingeart som beskrevs av Dirlbek 1995. Tephritis conflata ingår i släktet Tephritis och familjen borrflugor. Inga underarter finns listade i Catalogue of Life.